# Siwiń (rzeka)
Siwiń (ros. Сивинь, erzja Севонь, moksza Сивинь) – rzeka w Mordowii w Rosji, prawy dopływ Mokszy (dorzecze Oki). Długość rzeki wynosi 124 km, a powierzchnia zlewni 1830 km².
Siwiń ma swoje źródła w Rejonie kadoszkińskim na bagnistych terenach w pobliżu wsi Puszkino. Posiada trzy małe dopływy: Kiwczej (prawy), Ożga (lewy) i Awgura (lewy). Największą miejscowością nad tą rzeką jest Staroje Szajgowo w Rejonie staroszajgowskim.